# 船団に火を放つトロイアの女たち
『船団に火を放つトロイアの女たち』（せんだんにひをはなつトロイアのおんなたち、仏: Les Troyennes brûlant leurs vaisseaux, 英: The Trojan Women Set Fire to their Fleet）、あるいは『船に火をつけるトロイアの女のいる海景』（ふねにひをつけるトロイアのおんなのいるかいけい、仏: Paysage marin avec les troyennes incendiant leurs navire）は、フランスのバロックの画家クロード・ロランが1643年頃に制作した絵画である。油彩。ウェルギリウスの叙事詩『アエネイス』に基づいて描かれた8点の絵画のうち最も初期の作品の1つで、アイネイアースがトロイア陥落後にたどり着いたシチリア島で遭遇した出来事から採られている。枢機卿ジローラモ・ファルネーゼのために制作され、現在はニューヨークのメトロポリタン美術館に所蔵されている。

## 主題
さあやろう、私と共に、呪われし船に火を放て

事実私にカッサンドラが、まどろみの中で予言者の影が

与えるのを見たのだ、燃え盛る松明を。「ここでトロイアを探せ

ここが家だ、お前たちの」と言ったのだ。今こそ事が成される時！
—ウェルギリウス、『アエネイス』5.635-638
トロイアを脱出したアイネイアスは人々を率いて7年に及ぶ長い船旅の末にシチリア島にたどり着いたが、年老いた父アンキセスはこの地で世を去った。そのためアイネイアスは父を弔うために葬礼競技を催した。このとき女神ヘラ（ローマ神話のユノ）は虹の女神イリスを遣わした。イリスは、トロイアの女たちが浜辺でアンキセスの死を悼んでいるのを発見すると、ベロエという老女に変身して女たちのところに行き、女予言者カッサンドラが夢に現れ、長年の放浪生活に終止符を打ってこの地を第2の故郷にすべしと予言したと話し、女たちを扇動して停泊している船団に火を放った。アイネイアスとアスカニオスは女たちを追い散らして消火しようしたが、火の勢いは衰えなかった。そのためアイネイアスが神々に助けを求めると、ゼウス（ローマ神話のユピテル）は雨を降らせ、すべての火を消し去った。

## 作品

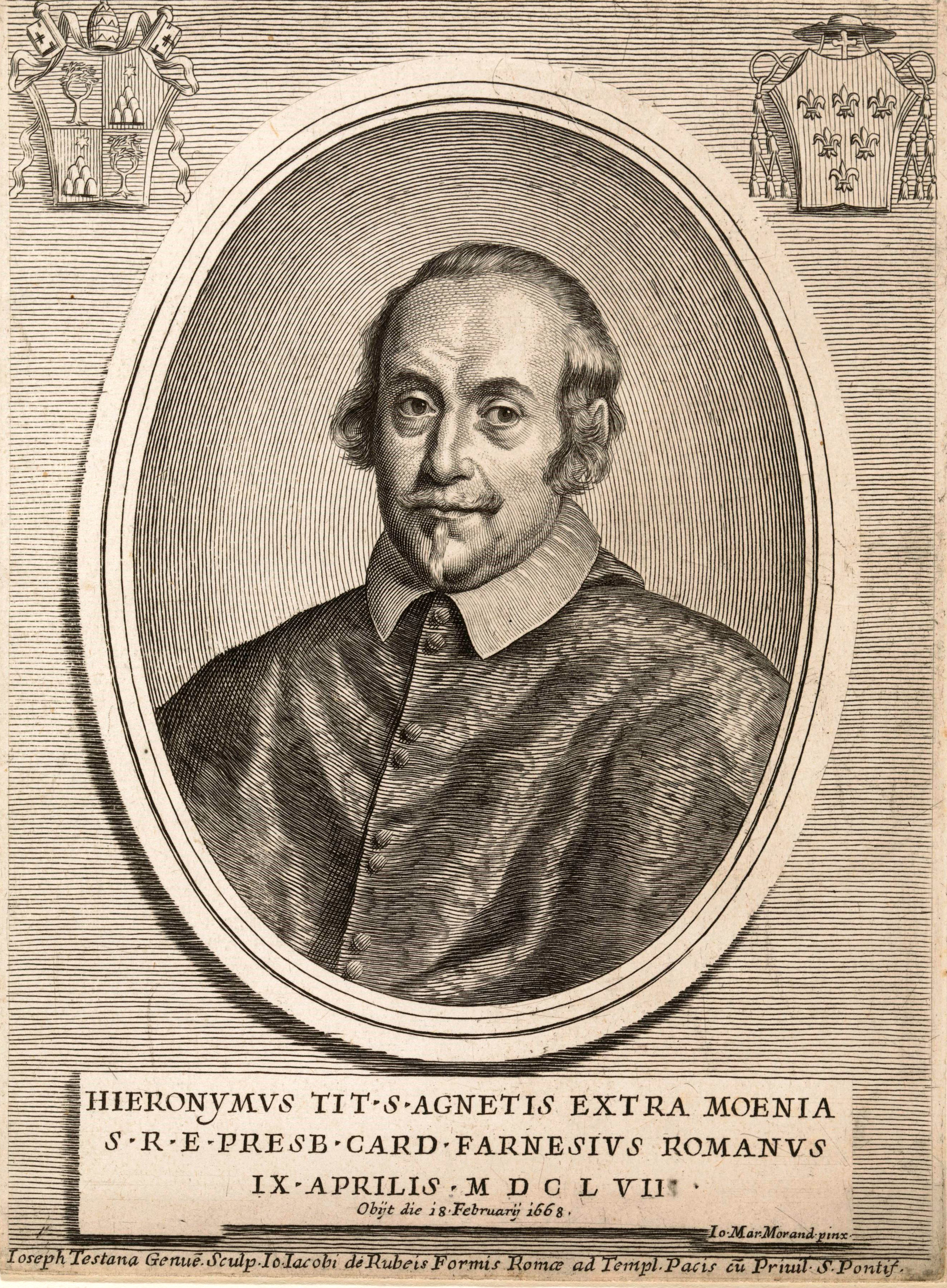
枢機卿ジローラモ・ファルネーゼ。

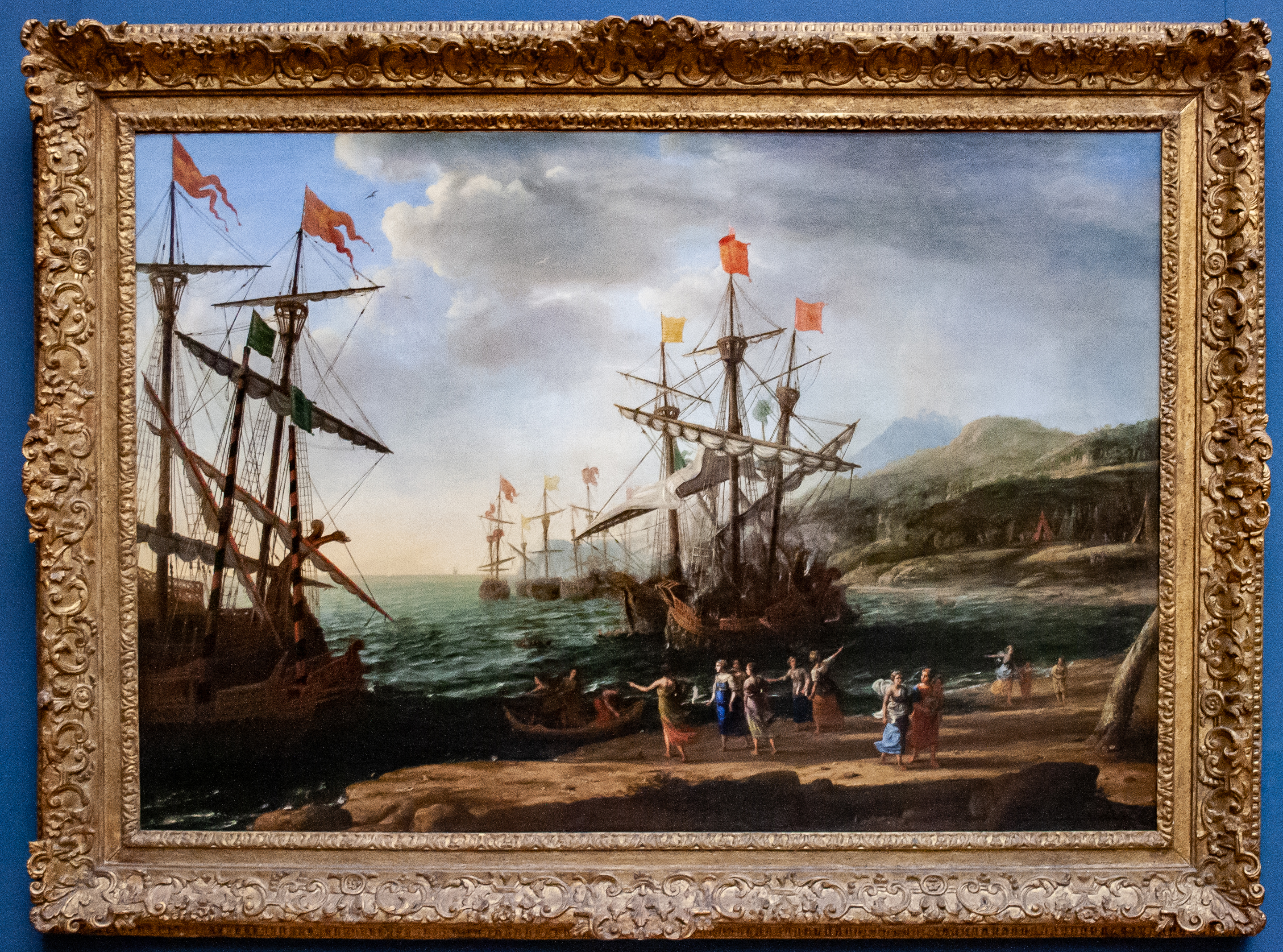
額縁。

クロード・ロランは長年の船旅で疲弊したトロイアの女性たちに、トロイア人の船団に火を放つよう扇動する女神イリスを描いている。女神イリスはおそらく画面中央下の前景で松明を持って歩いている女性と思われる。画面中央の船体側面に豊富な彫刻が施された船団はすでに炎に包まれ、煙で充満しているが、画面左側の船にはまだ火の手は回っていない。別の女性は鑑賞者に対して背を向け、離れた場所にあるトロイア人の野営地を指差している。そこでは多くのテントが立ち並び、男たちが船団の異変に気づいて騒ぎ始めている。上空には大嵐の前兆として、アイネアスを助けるためにユピテルによって送られた灰色の雲が広がっている。
画家自身が作成した作品目録『リベル・ヴェリタリス』では作品番号71として記載され、本作品の構図のスケッチの裏側にクロード・ロランは「ローマ市のクロードがジローラモ・ファルネーゼ卿のために描いた絵画」（quadro faict per ill.re sig. / Gieronimo fanese / Claudio fecit in V.R.）と記している。ローマの博識な高位聖職者であった枢機卿ジローラモ・ファルネーゼは、ローマ教皇大使としてカルヴァン派に対抗するため、現在のスイスのアルプス地方で何年もの間、困難な活動を精力的に続けた。美術史家マルセル・レートリスベルガーが1960年に指摘したように、クロード・ロランの成熟した後期作品のほとんどは後援者の人生を直接暗示している。実際にローマで高い地位にあった人々は、自身を最古の伝説においてローマ建国の英雄アイネイアスの子孫であると考えていたため、ウェルギリウスの叙事詩に取材した主題を頻繁に依頼した。レートリスベルガーによると、この主題はおそらく1643年にローマに戻ったジローラモ・ファルネーゼ自身が、長年の放浪をアイネイアスの苦難の旅と重ねて選択したと思われる。レートリスベルガーはまた、本作品は『アエネイス』5巻604行-669行を描いた唯一の絵画であると述べている（1961年）。
後期作品はクロード・ロランが歴史的正確さに関心を持っていたことを示している。 船体側面に施された彫刻はラファエロ・サンツィオやジュリオ・ロマーノに基づく版画に描かれた同様の帆船をモデルとしており、女性の容貌はこれらの画家が制作した後期作品を思い起こさせる。

## 来歴
絵画は枢機卿ジローラモ・ファルネーゼのために制作されたが、1668年の枢機卿の死後150年以上もの間、絵画の行方は分からなくなる。絵画が再び歴史に現れるのは1823年のことである。当時、絵画を所有していたのはロンドンのラドストック卿であり、彼は同年に絵画をエイブラハム・ウィルディ・ロバーツ）に売却している。ロバーツの一族は所有者の死後も絵画を所有し続けたが、1955年に美術商アグニューに売却、さらにアグニューは絵画をメトロポリタン美術館に売却した。

## ギャラリー
『アエネイス』に基づくクロード・ロランの他の作品

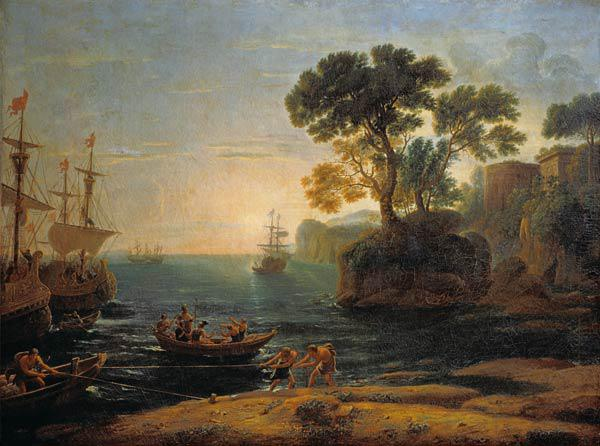
『ラティウムに上陸したアエネアスのいる海景』1650年 プーシキン美術館所蔵
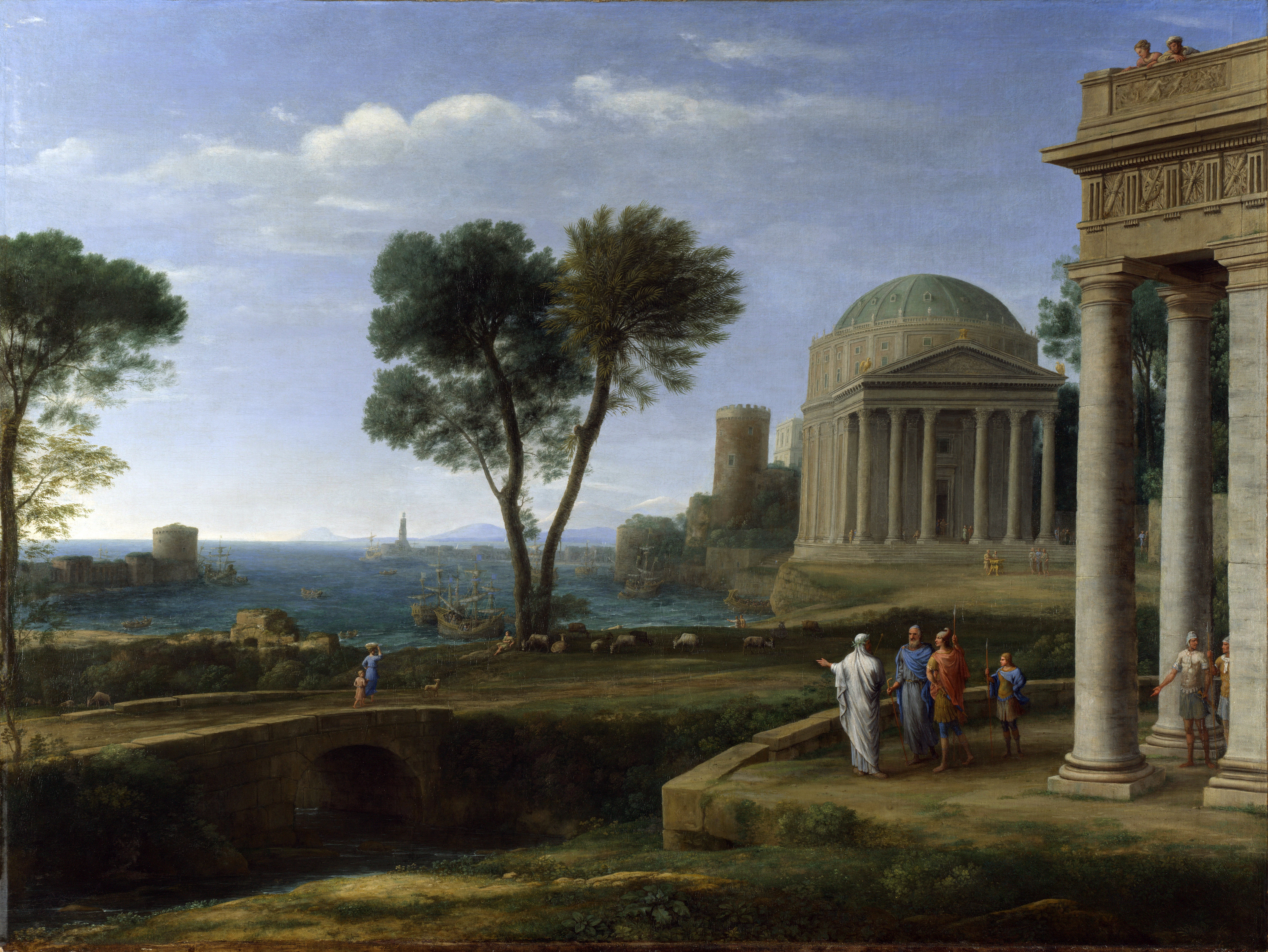
『デロス島のアエネアスのいる風景』1671年-1672年 ロンドン・ナショナル・ギャラリー所蔵
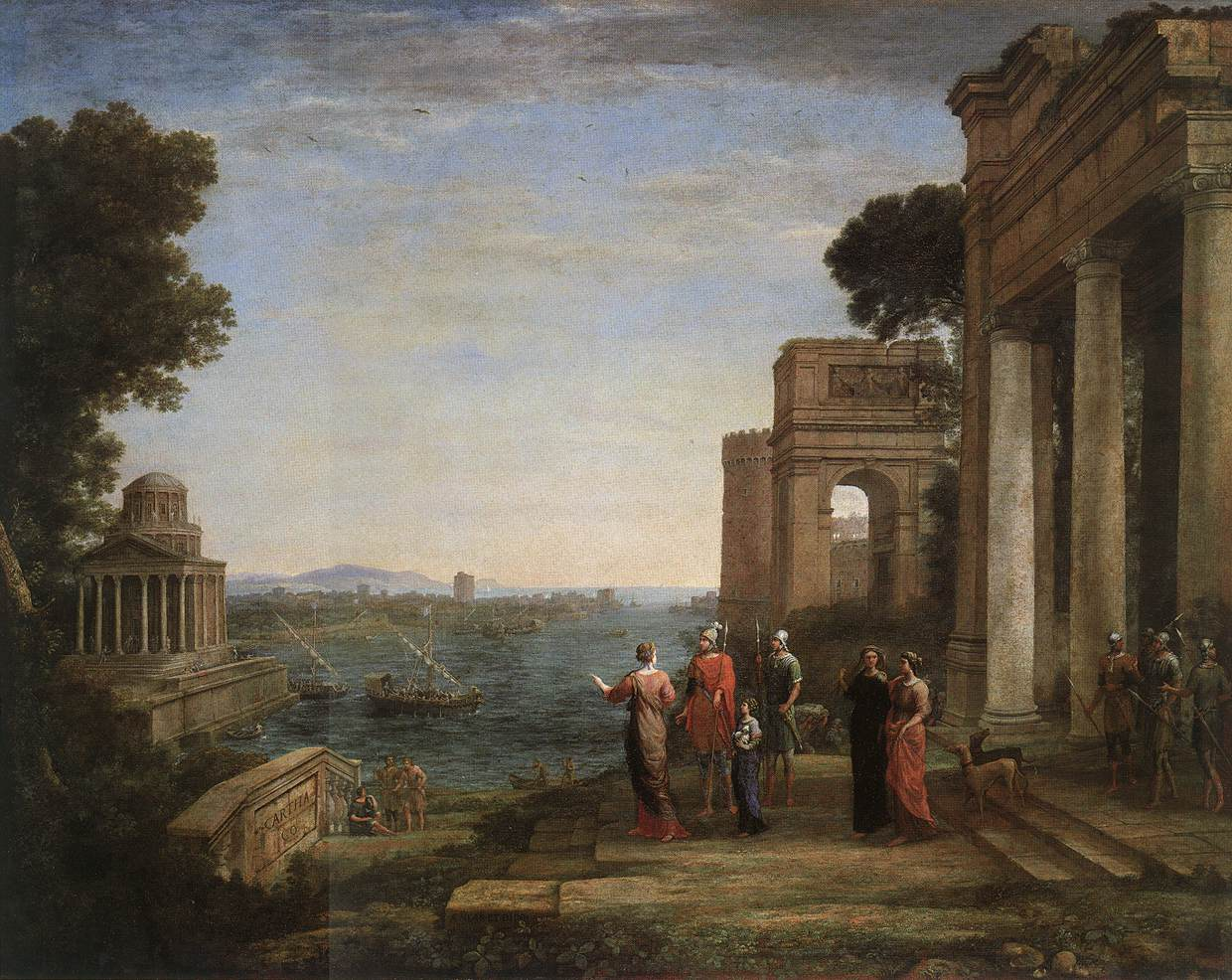
『カルタゴでのアエネアスとディドの別れ』1676年 ハンブルク美術館所蔵
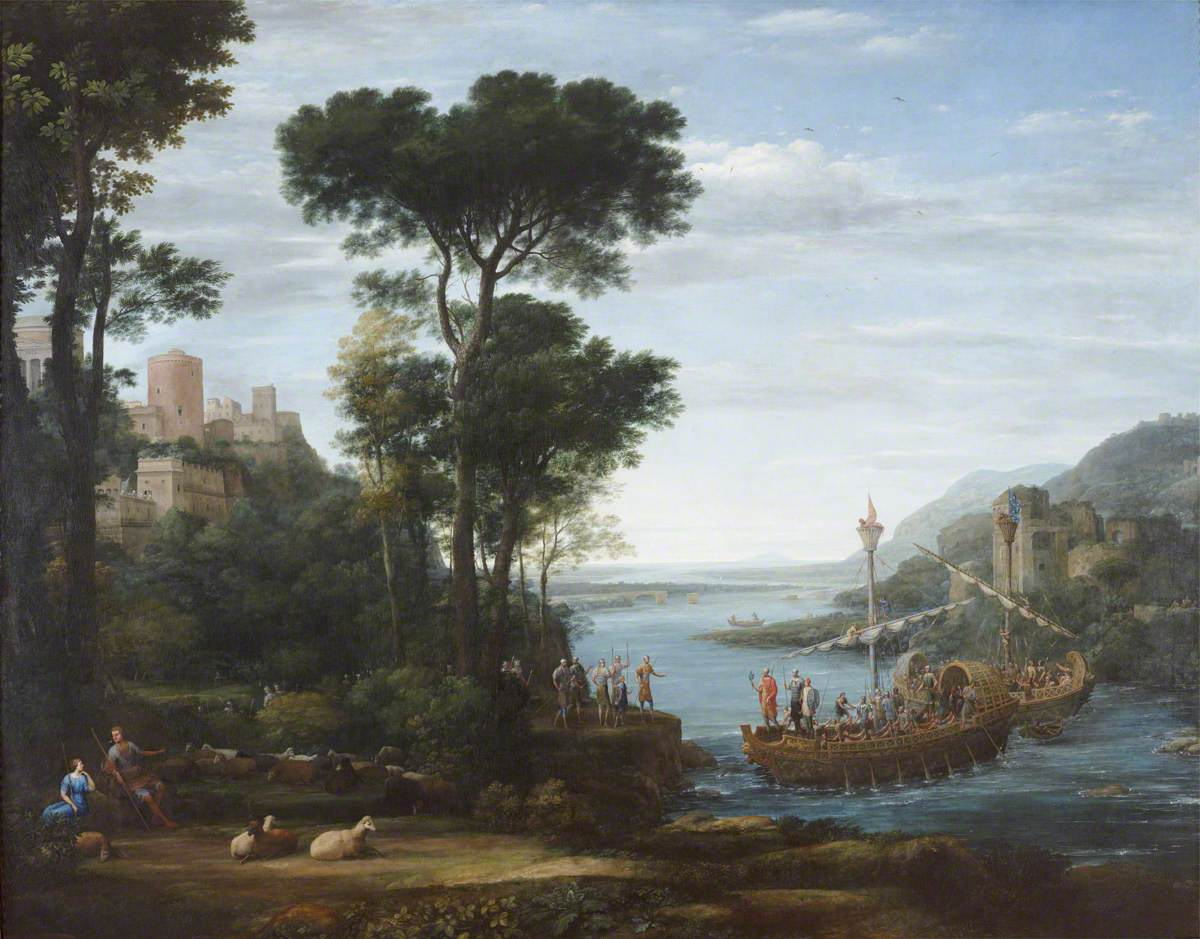
『パランテウムに到着したアエネアスのいる風景』1675年 アングルシー修道院（英語版）所蔵
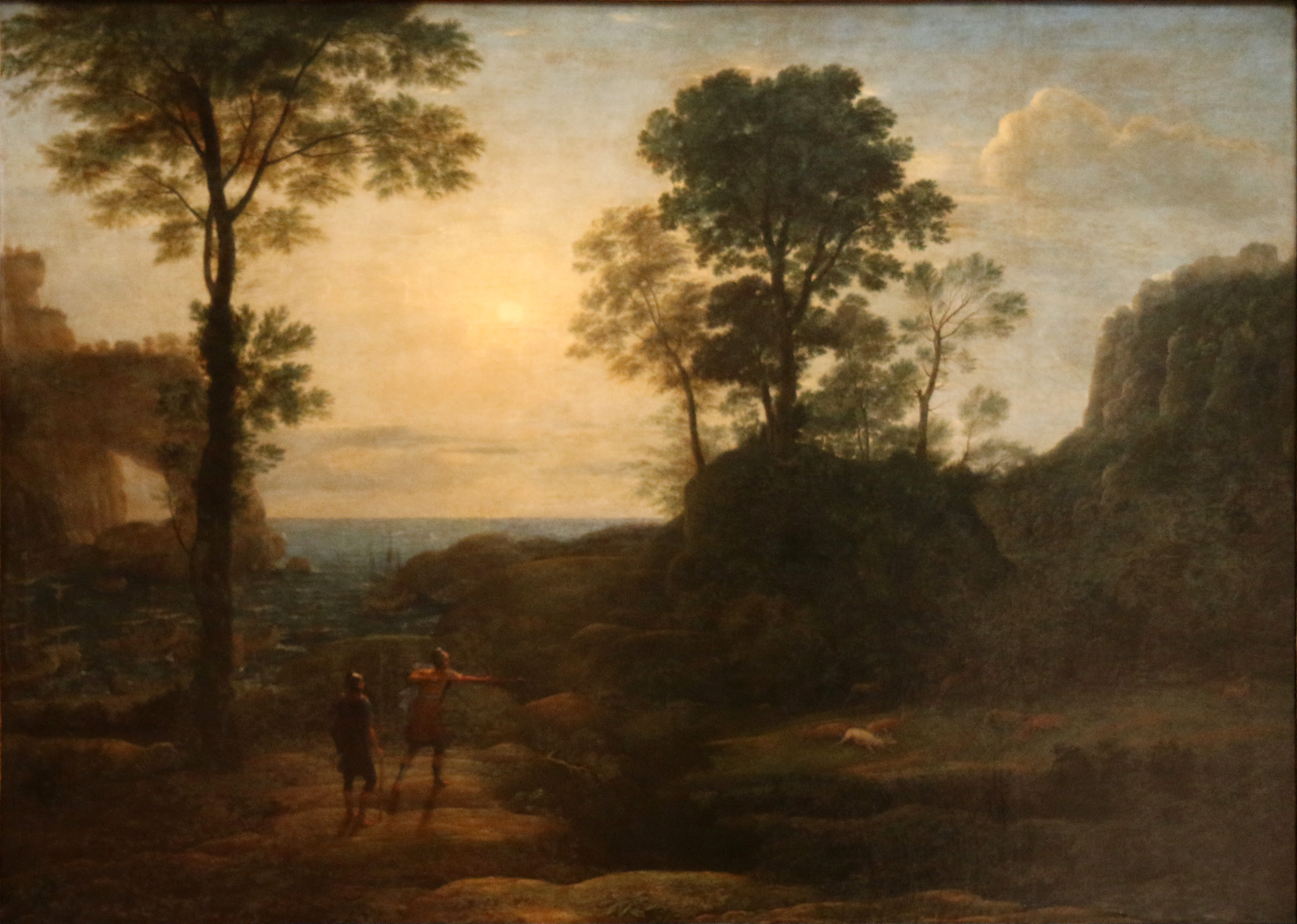
『リビアの海岸で鹿を狩るアエネアス』1682年 ベルギー王立美術館所蔵
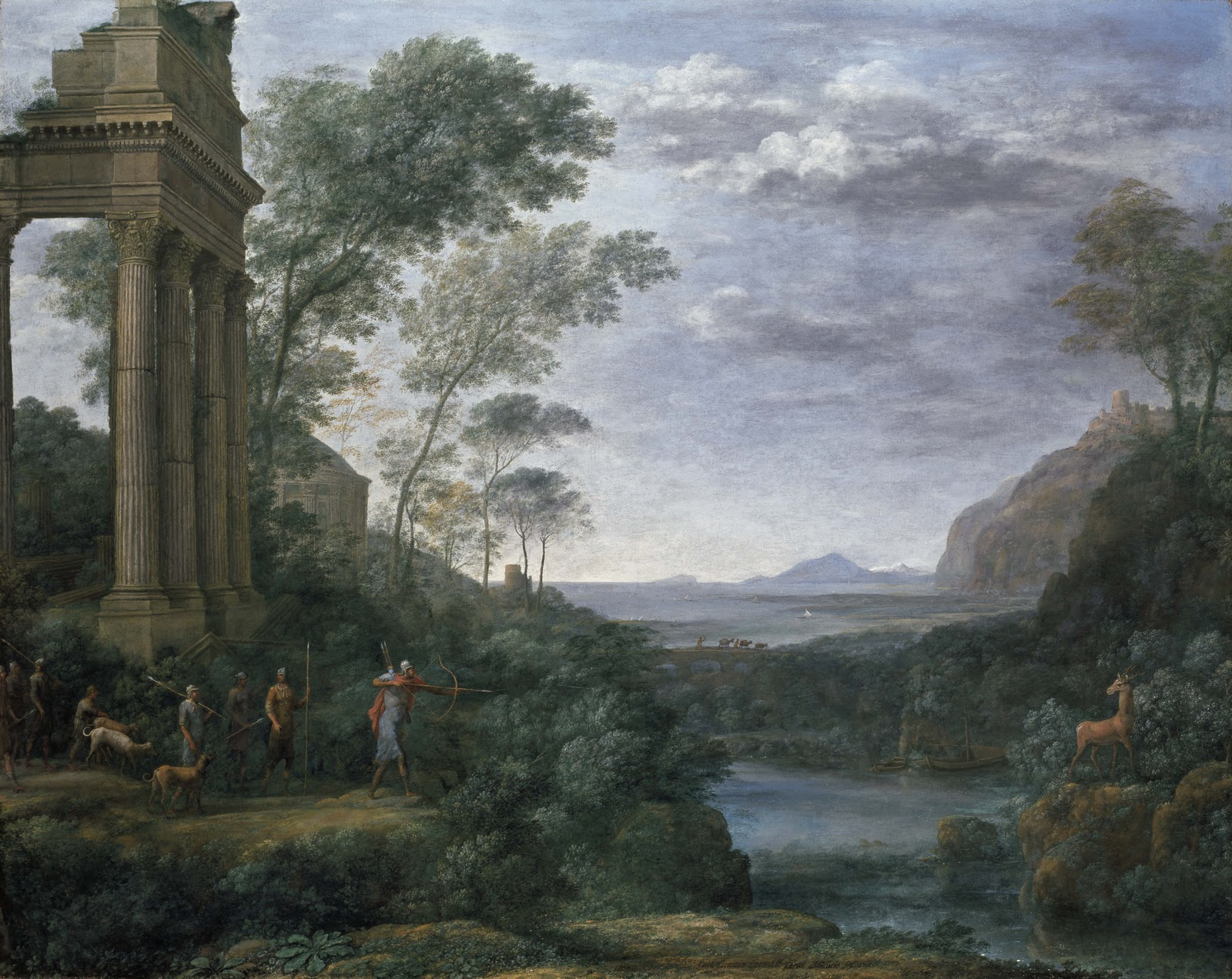
『シルウィアの鹿を射るアスカニウスのいる風景』1682年 アシュモレアン博物館所蔵